# Ralf Heuel

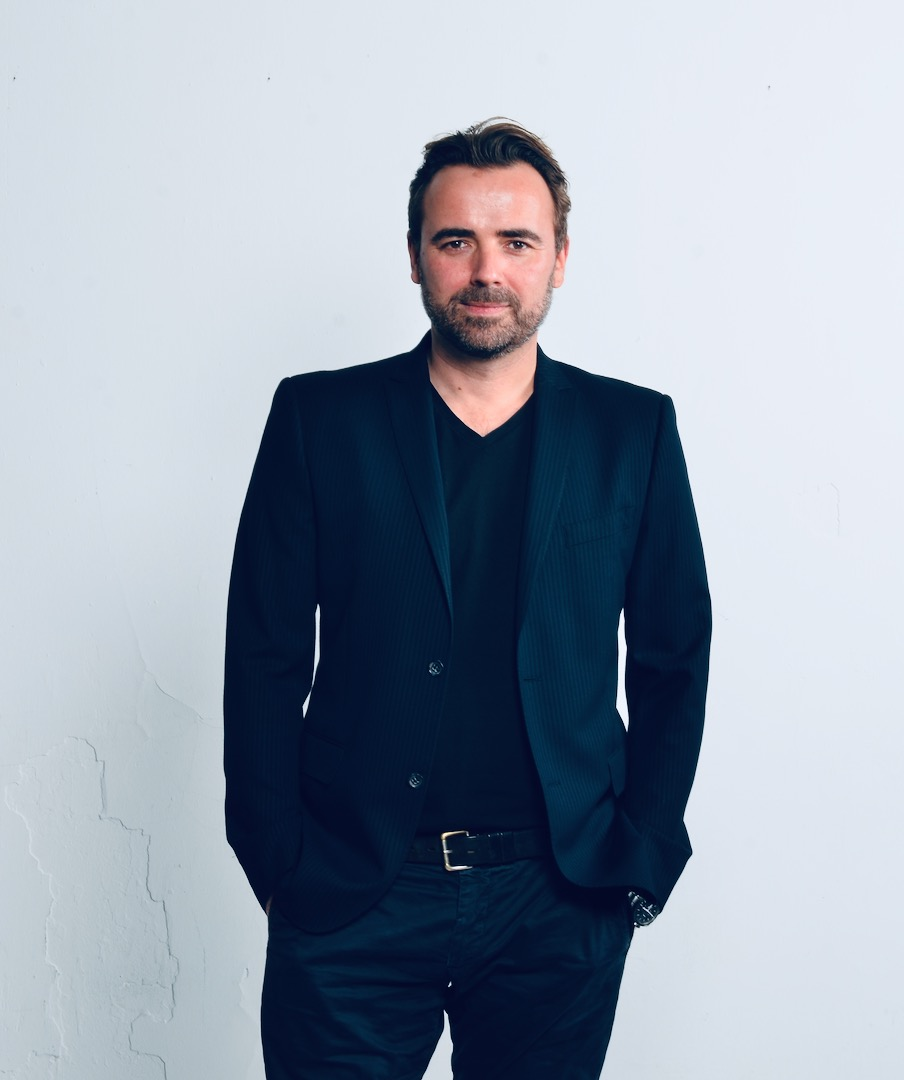
Ralf Heuel

Ralf Heuel (* 23. April 1967 in Werdohl) ist ein deutscher Werbetexter, Creative Director und Unternehmer. Er ist Miteigentümer und Kreativchef der Hamburger Werbeagentur Grabarz & Partner.

## Leben
Heuel schloss eine Ausbildung als Werbekaufmann ab, studierte an der Düsseldorfer Akademie für Marketing Kommunikation, absolvierte ein Trainee-Programm bei dem Ex-GGK-Werber Burkhard Apholz und arbeitete anschließend als Texter bei der schwedischen Agentur Brindfors. Dort traf er auf Andreas Grabarz. Als Brindfors an das Lowe Network verkauft wurde, bot IKEA Grabarz die alleinige Betreuung des deutschen Werbeetats an. Im Anschluss machte sich Grabarz 1993 in Hamburg selbständig, Heuel leitete die Kreation. Die Agentur gewann neben IKEA nach der Gründung u. a. Etats wie Volkswagen, Porsche, Burger King, Indeed, Melitta, Amazon Alexa oder Lidl. Grabarz & Partner gehört zu den meistausgezeichneten Agenturen Deutschlands. Heuel erfand bekannte Werbesprüche wie „Wir lieben Lebensmittel“ für Edeka und „Radio geht ins Ohr, bleibt im Kopf“ für die Radiozentrale, die Gattungsinitiative der deutschen Sender.

## Ehrungen und Auszeichnungen
2015 entwickelte Grabarz & Partner unter Heuels Verantwortung gemeinsam mit der Agentur GGH MullenLowe das Projekt „Rechts gegen Rechts“. Die Arbeit gewann 12-mal Gold beim Art Directors Club, 6-mal Gold beim Cannes Lions International Festival of Creativity sowie den Grand Prix bei den Clio Awards. Heuel wurde im gleichen Jahr von der Lead Academy zum „Creative Leader des Jahres“ ernannt; die Agentur Grabarz & Partner zur „Agentur des Jahres“ und Heuel und seine Partner zu den „Männern und Frauen des Jahres“. Der „The Big Won“-Report listete Heuel 2015 unter den vier besten Kreativchefs der Welt, die Agentur Grabarz & Partner auf Rang 3. Grabarz & Partner wurde von dem „Eurobest Festival of Creativity“ 2017 zur "Independent Agency of the year" gekürt., Im Jahr 2018 gehörte er laut "The Big Won" zu den 20 meist ausgezeichneten Chief Creative Officers der Welt, Grabarz & Partner wurde unter seiner kreativen Führung im gleichen Jahr zu den 15 weltweit am meisten ausgezeichneten Agenturen. Das Fachmagazin HORIZONT zählte Grabarz & Partner 2020 zu den "10 Top-Werbeagenturen der Dekade" im Jahr 2023 zu den "Top 10 kreativsten deutschen Agenturen aller Zeiten." Heuel selbst wurde 2019 vom Meedia Jahrbuch unter die "5 Macher des Jahres" im Bereich Agenturen gewählt. Die Cannes Lions zählten Grabarz & Partner im Jahr 2020 zu den 10 "Cannes Lions Independent Agencies of the Decade".
Heuel war 3-mal Juror bei den „Cannes Lions International Festival of Creativity“ und 2-mal bei dem britischen „D&AD“. 2017 wurde er in die Executive Jury der „New York Festivals“ berufen. 2019 fungiert er als Jury-Präsident der Loerie Awards in Südafrika. 2020 ist er Vorsitzender der "Direct & Innovation"-Jury der internationalen CLIO Awards. Darüber hinaus sitzt Heuel 2021 als Präsident der internationalen Executive-Jury der "New York Festivals" vor. Im gleichen Jahr ist er Jury-Mitglied des Art Directors Club für Deutschland, der DOOH Creative Challenge des Digital Media Instituts, des Radio Advertising Awards sowie des White Square International Advertising and Marketing Festivals. 2022 ist er Vorsitzender der Film/TV/Cinema-Jury beim Art Directors Club für Deutschland. Im Jahr 2023 ist er Mitglied der Juries des ADC für Deutschland, des Institute for Digital Out of Home Media, des Creativepool „Annual 2023“ sowie der Executive Jury der „New York Festivals Auto Show“. 2024 ist Heuel Juror in der Kategorie "Film: TV/Cinema" des Art Directors Clubs für Deutschland, der DOOH Creative Challenge und der "One Eyeland Awards", des weltgrößten Fotografie-Wettbewerbs.
Im Juli 2023 verkauft Grabarz & Partner die Mehrheit der Anteile an die international führende Kommunikations-Holding „Omnicom Group“; Ralf Heuel bleibt wie alle anderen Geschäftsführer in seiner Position, und wie er selbst halten alle aktiv tätigen Partner weiterhin Anteile an der Agentur.
Ralf Heuel ist Mitglied des deutschen ADC, des britischen D&AD und des One Clubs/New York.